# Hóa đơn nguyên vật liệu

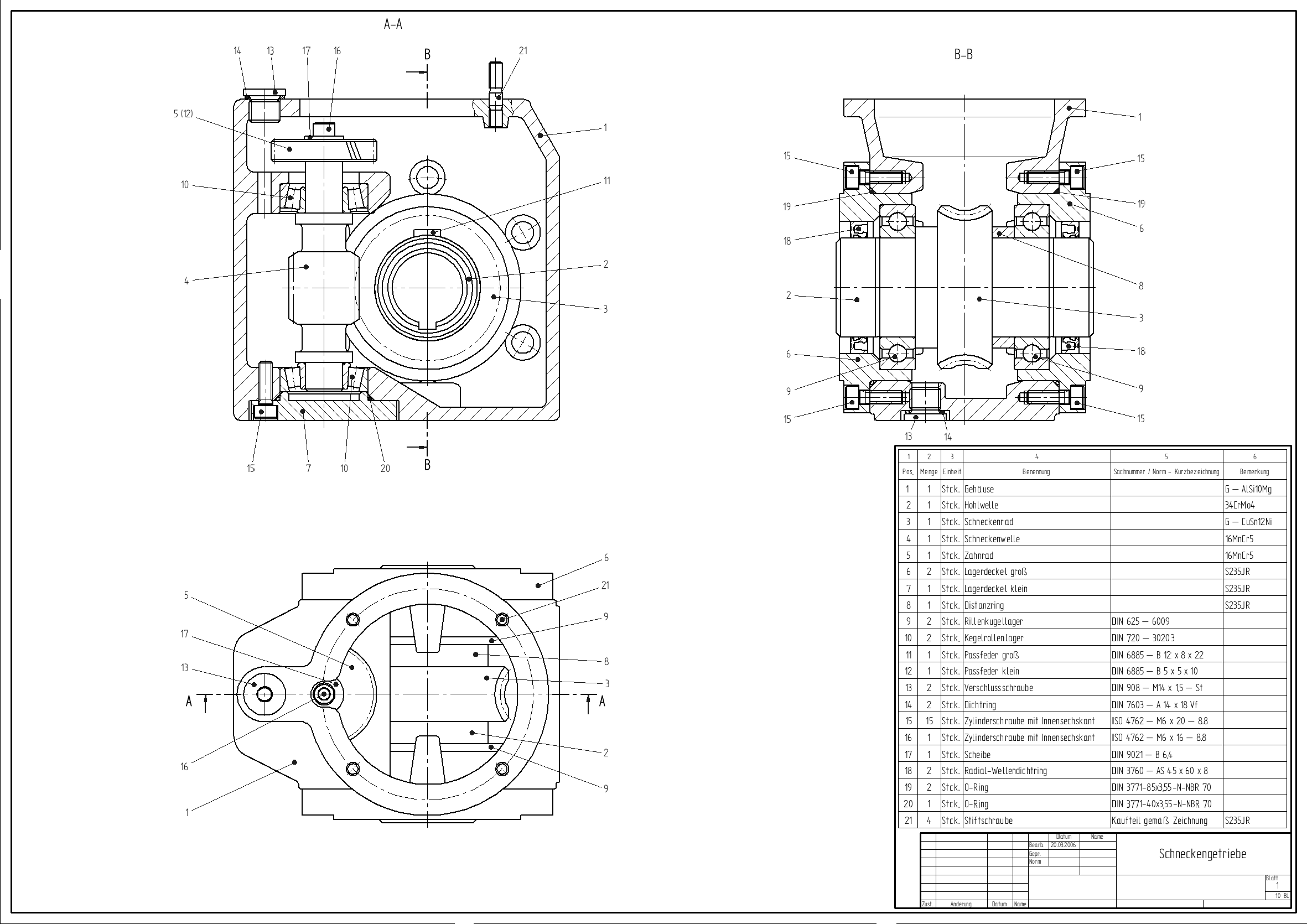
Một ví dụ về BOM cho lắp ráp cơ khí (bằng tiếng Đức)

Danh mục nguyên vật liệu hoặc cấu trúc sản phẩm (đôi khi là danh mục nguyên vật liệu, BOM hoặc danh sách liên quan) là danh sách các nguyên liệu thô, cụm lắp ráp, cụm trung gian, thành phần phụ, bộ phận và số lượng của mỗi loại cần thiết để sản xuất một sản phẩm cuối.  Một BOM có thể được sử dụng để liên lạc giữa các đối tác sản xuất hoặc giới hạn trong một nhà máy sản xuất.  Một hóa đơn vật liệu thường được gắn với một đơn đặt hàng sản xuất mà việc phát hành có thể tạo ra các đặt chỗ cho các thành phần trong hóa đơn vật liệu có trong kho và các yêu cầu cho các thành phần không có trong kho.
Một BOM có thể định nghĩa các sản phẩm khi chúng được thiết kế (hóa đơn vật liệu kỹ thuật), khi chúng được đặt hàng (hóa đơn bán vật liệu), khi chúng được xây dựng (hóa đơn sản xuất vật liệu) hoặc khi chúng được duy trì (hóa đơn dịch vụ vật liệu).  Các loại BOM khác nhau phụ thuộc vào nhu cầu kinh doanh và mục đích sử dụng mà chúng dự định sử dụng.  Trong các ngành công nghiệp chế biến, BOM còn được gọi là công thức, công thức hoặc danh sách thành phần.  Cụm từ "hóa đơn vật liệu" (hoặc "BOM") thường được các kỹ sư sử dụng như một tính từ để chỉ không phải là hóa đơn, mà là cấu hình sản xuất hiện tại của sản phẩm, để phân biệt với các phiên bản được sửa đổi hoặc cải tiến đang nghiên cứu hoặc trong thử nghiệm.
Đôi khi thuật ngữ "hóa đơn vật liệu giả" hoặc "BOM giả" được sử dụng để chỉ một phiên bản linh hoạt hơn hoặc đơn giản hơn.  Thông thường, số bộ phận giữ chỗ được sử dụng để đại diện cho một nhóm các bộ phận liên quan (thường là tiêu chuẩn) có thuộc tính chung và có thể hoán đổi cho nhau trong ngữ cảnh của BOM này.
Trong điện tử, BOM đại diện cho danh sách các thành phần được sử dụng trên bảng mạch in hoặc bảng mạch in.  Sau khi thiết kế mạch hoàn thành, danh sách BOM được chuyển cho kỹ sư bố trí PCB cũng như kỹ sư thành phần, người sẽ mua các thành phần cần thiết cho thiết kế.

## BOM kiểu Mô-đun
Các BOM có tính chất phân cấp, với cấp cao nhất đại diện cho sản phẩm hoàn chỉnh có thể là lắp ráp phụ hoặc một mặt hàng đã hoàn thành.  Các BOM mô tả các cụm phụ được gọi là các BOM kiểu mô-đun.  Một ví dụ về điều này là NAAM BOM được sử dụng trong ngành công nghiệp ô tô để liệt kê tất cả các thành phần trong một dây chuyền lắp ráp.  Cấu trúc của NAAM BOM là Hệ thống, Đường dây, Công cụ, Đơn vị và Chi tiết.
Các cơ sở dữ liệu phân cấp đầu tiên được phát triển để tự động hóa đơn vật liệu cho các tổ chức sản xuất vào đầu những năm 1960.  Hiện tại, BOM này được sử dụng làm cơ sở dữ liệu để xác định nhiều bộ phận và mã số của chúng trong các công ty sản xuất ô tô.
Một hóa đơn vật liệu "nổ" liên kết các bộ phận cấu thành với một bộ phận chính, trong khi một bộ phận vật liệu "nổ" phá vỡ từng bộ phận hoặc lắp ráp phụ thành các bộ phận cấu thành của nó.
Một BOM kiểu mô-đun có thể được hiển thị theo các định dạng sau:
- BOM một cấp hiển thị lắp ráp hoặc lắp ráp phụ chỉ với một cấp độ con.  Do đó, nó hiển thị các thành phần trực tiếp cần thiết để thực hiện lắp ráp hoặc lắp ráp phụ.[2]
- Một BOM thụt lề hiển thị mục cấp cao nhất gần lề trái và các thành phần được sử dụng trong mục đó thụt vào bên phải nhiều hơn.[3]
- BOM kiểu Mô-đun (kế hoạch)

BOM cũng có thể được đại diện trực quan bằng cây cấu trúc sản phẩm, mặc dù chúng hiếm khi được sử dụng tại nơi làm việc.  Ví dụ, một trong số đó là Cấu trúc sản phẩm theo thời gian  trong đó sơ đồ này minh họa thời gian cần thiết để xây dựng hoặc có được các thành phần cần thiết để lắp ráp sản phẩm cuối cùng.  Đối với mỗi sản phẩm, cấu trúc sản phẩm theo từng giai đoạn hiển thị trình tự và thời lượng của từng hoạt động.

## BOM có thể định cấu hình
Hóa đơn vật liệu có thể định cấu hình (CBOM) là một dạng BOM được sử dụng bởi các ngành có nhiều tùy chọn và sản phẩm có cấu hình cao (ví dụ: hệ thống viễn thông, phần cứng trung tâm dữ liệu (Sans, máy chủ, v.v.), PC, ô tô).
CBOM được sử dụng để tự động tạo ra "các sản phẩm cuối" mà một công ty bán.  Lợi ích của việc sử dụng cấu trúc CBOM là nó làm giảm nỗ lực làm việc cần thiết để duy trì cấu trúc sản phẩm.  BOM có thể định cấu hình được điều khiển thường xuyên nhất bởi phần mềm "cấu hình", tuy nhiên nó có thể được bật thủ công (bảo trì thủ công không thường xuyên vì không quản lý được số lượng hoán vị và kết hợp các cấu hình có thể).  Sự phát triển của CBOM phụ thuộc vào việc có cấu trúc BOM mô-đun.  Cấu trúc BOM mô-đun cung cấp các cụm / hệ thống con có thể được chọn để "cấu hình" một mục cuối.
Trong khi hầu hết các nhà cấu hình sử dụng cú pháp quy tắc phân cấp từ trên xuống để tìm các BOM mô-đun phù hợp, việc duy trì các BOM rất giống nhau (nghĩa là chỉ có một thành phần khác nhau cho các điện áp khác nhau) trở nên quá mức.  Một cách tiếp cận mới hơn, (cấu trúc từ dưới lên / dựa trên quy tắc) sử dụng sơ đồ công cụ tìm kiếm độc quyền chuyển qua thành phần có thể chọn ở tốc độ cao giúp loại bỏ việc sao chép BOM theo mô-đun.    Công cụ tìm kiếm cũng được sử dụng cho tất cả các ràng buộc tính năng tổ hợp và biểu diễn GUI để hỗ trợ các lựa chọn đặc tả.
Để quyết định biến thể lắp ráp của các bộ phận hoặc thành phần sẽ được chọn, chúng được quy cho các tùy chọn sản phẩm là các tính năng đặc trưng của sản phẩm.  Nếu các tùy chọn của sản phẩm xây dựng đại số Boolean lý tưởng, có thể mô tả kết nối giữa các bộ phận và biến thể sản phẩm với biểu thức Boolean, đề cập đến một tập hợp con của bộ sản phẩm.
Các bộ phận sẽ không được lắp ráp hoàn toàn trong một hoặc nhiều biến thể thường được đánh dấu là "DNP" (đối với "không cư trú" hoặc "không đặt") trong các biến thể bị ảnh hưởng.  Các chỉ định ít được sử dụng khác cho việc này bao gồm "NP" ("không có vị trí", "không được đặt"), "DNM" ("không gắn kết"), "NM" ("không được gắn kết"), "DNI" ("làm không cài đặt ")," DNE "(" không trang bị ")," DNA "(" không lắp ráp ")," DNS "(" không nhồi ")," NOFIT ", v.v.

## BOM đa cấp
Hóa đơn vật liệu đa cấp (BOM), được gọi là BOM thụt lề, là một hóa đơn vật liệu liệt kê các cụm, bộ phận và các bộ phận cần thiết để tạo ra sản phẩm theo phương pháp từ trên xuống dưới.  Nó cung cấp một màn hình hiển thị tất cả các mục trong mối quan hệ cha mẹ và con cái.  Khi một mục là một thành phần phụ, của một thành phần (cha), nó có thể lần lượt có các thành phần con riêng của nó, v.v.  Kết quả BOM cấp cao nhất (số vật phẩm) sẽ bao gồm trẻ em; một hỗn hợp của các cụm phụ đã hoàn thành, các bộ phận khác nhau và nguyên liệu thô.  Một cấu trúc đa cấp có thể được minh họa bằng một cây với nhiều cấp độ.  Ngược lại, cấu trúc một cấp chỉ bao gồm một cấp độ con trong các thành phần, cụm và vật liệu.